# سیارک ۲۱۳۰۶
سیارک ۲۱۳۰۶ (به انگلیسی: 21306 Marani، نامگذاری:1996XF2) بیست و یک هزار و سیصد و ششمین سیارک کشف شده‌است که در ۱ دسامبر ۱۹۹۶ کشف شد.
قدر مطلق سیارک برابر ۱۴٫۳۰ است.